# NGC 997
NGC 997 је елиптична галаксија у сазвежђу Кит која се налази на NGC листи објеката дубоког неба.
Деклинација објекта је + 7° 18' 22" а ректасцензија 2h 37m 14,4s. Привидна величина (магнитуда) објекта NGC 997 износи 13,4 а фотографска магнитуда 14,4. NGC 997 је још познат и под ознакама UGC 2102, MCG 1-7-16, CGCG 414-27, IRAS 02345-0705, NPM1G +07.0083, f comp in halo 12"" nw, PGC 9932.